# Entoloma dysthaloides
Entoloma dysthaloides är en svampart som beskrevs av Noordel. 1979. Entoloma dysthaloides ingår i släktet Entoloma och familjen Entolomataceae.  Arten är reproducerande i Sverige. Inga underarter finns listade i Catalogue of Life.